# Preben Blach
Preben Blach (1920.) je bivši danski hokejaš na travi.
Sudjelovao je na Olimpijskim igrama na olimpijskom hokejaškom turniru 1948. u Londonu. Igrao je za Dansku. Danska je ispala u 1. krugu. 
Sin je danskog hokejaškog reprezentativca Arne Blacha. Sinovac je danskih hokejaških reprezentativaca Nielsa i Ejvinda Blacha.

## Vanjske poveznice
- Profil na Sports Reference.com  Arhivirana inačica izvorne stranice od 30. siječnja 2012. (Wayback Machine)